# Аузан, Александр Александрович
Алекса́ндр Алекса́ндрович Ауза́н (род. 11 июля 1954, Норильск, Красноярский край, СССР) — российский институциональный экономист, общественный деятель, публицист. Декан и профессор экономического факультета МГУ им. М. В. Ломоносова, заведующий там кафедрой прикладной институциональной экономики, доктор экономических наук. Сторонник мер по развитию «человеческого капитала» в России.

## Биография

### Происхождение и семья
Дед Александра Аузана по материнской линии был родом из Латвии, родился под Даугавпилсом, учился в рижском ремесленном училище. Во время Первой мировой войны эвакуирован в Петроград, где примкнул к большевикам, впоследствии стал «красным латышским стрелком». После окончания лётной школы работал авиаинженером, стал главным инженером Военно-воздушных сил РККА. В конце тридцатых признан «врагом народа» за укрывательство «немецкого шпиона Андрея Николаевича Туполева», начальником которого являлся. В 1937 году Аузана арестовали, в 1939 году он будет сослан в Норильск. Умер в посёлке Яя в 1943 году.
Александр Аузан родился в Норильске, где после окончания Московского энергетического института трудились его родители. Они работали на предприятии по производству тяжёлой воды — в атомной промышленности. Когда Александру было два месяца, мать вернулась с ним в Москву.

### Образование
По собственным воспоминаниям Аузана, провалив экзамены в 1972 году при поступлении в МГУ, он пообещал себе не только поступить, но и преподавать там. В 1973 зачислен на экономический факультет, выпустился в 1979 году. Однокурсниками Аузана были Андрей Костин, Алексей Улюкаев и Ярослав Кузьминов.
В 1982 году присвоена учёная степень кандидата экономических наук. В 1991 году присвоена учёная степень доктора экономических наук. С 1993 года присвоено звание профессора экономического факультета МГУ имени М. В. Ломоносова.

### Карьера
С 1977 года начал преподавать в Экономико-математической школе (ЭМШ) при экономическом факультете МГУ, с 1982 по 1988 год её директор.
В 1983 году начал преподавать на кафедре политической экономии экономического факультета МГУ имени М. В. Ломоносова, занимая должности ассистента (1983—1987), старшего преподавателя (1987—1989), доцента (1989—1993). В 1990 году защитил докторскую диссертацию «Развитие самоуправления в социалистической экономике: политико-экономический аспект». В 2001 году занял должность заведующего кафедрой прикладной институциональной экономики экономического факультета МГУ имени М. В. Ломоносова, в 2012 году стал деканом.
В конце 1980-х гг. Аузан стал одним из инициаторов создания обществ по защите прав потребителей в СССР и впоследствии вошёл в состав Бюро Совета всемирной потребительской организации Consumers International. В 1992 году возглавил Международную конфедерацию обществ потребителей (КонФОП), которая стала выпускать журнал «Спрос». Издание выходило в печатном виде 19 лет, с 2004 года было переведено в интернет.
Являлся руководителем рабочей группы в составе ведущих учёных при Министерстве образования, в задачи которой входит рассмотрение обращений, связанных с деятельностью ВАК. Рабочая группа приняла участие в рассмотрении большого массива диссертационных работ. По итогам этой работы были представлены предложения по ротации членов экспертных советов.
С 2004 года являлся президентом, с 2012 научный руководитель Института национальных проектов (ранее — Институт национального проекта «Общественный договор»), его учредитель. В 2005—2011 годах Аузан возглавлял Ассоциацию независимых центров экономического анализа. Был сопредседателем программы «Политическая экономия российских реформ» Московского центра Карнеги и членом его научного совета. 
Имеет многолетний практический опыт в консультировании национальных и региональных правительств. Участвовал в разработке стратегий социально-экономического развития Российской Федерации: в 2000—2004 годах участвовал в разработке Стратегии дебюрократизации российской экономики в рамках так называемой «программы Грефа» («Стратегия 2010»), в 2011—2012 годах возглавлял Экспертную группу «Оптимизация присутствия государства: сокращение регулирующих функций, обеспечение прозрачности и обратной связи с гражданами и бизнесом», «Стратегии 2020», «Стратегии 2018—2024».
С 2015 по 2024 год Аузан был членом совета директоров «Северстали», также являлся членом советов директоров ПАО АО «РВК», «ВЭБ Инновации» (с 2018), Наблюдательного совета «Сбера» и председателем rонсультативного совета «Яндекса» по открытой экосистеме.
В 2017 году был одним из шести учёных, проголосовавших против сохранения у Владимира Мединского докторской степени во время скандала с плагиатом диссертации последнего.
В 2019 году Александр Аузан получил звание Почётного доктора СПбПУ.
В ноябре 2020 года возглавил Федерацию креативных индустрий.
В 2021 году возглавил Общественный совет при Министерстве экономического развития России.
В 2021 году книга Александра Аузана «Экономика всего. Как институты определяют нашу жизнь» получила высокие оценки экспертов программы «Всенаука», благодаря чему попала в число научно-популярных книг, которые в рамках проекта «Дигитека» распространялась в электронном виде бесплатно для всех читателей.
В 2021 году возглавил консультативный совет «Яндекса» по развитию экосистемы.

## Научные и профессиональные интересы
Новая институциональная экономика, теория социального контракта, защита прав потребителей, гражданское общество, модернизация России.
Александр Аузан является убеждённым сторонником развития «человеческого капитала», исследует культурные коды в экономике, влияние доверия в обществе на его экономический потенциал.

## Научно-образовательная деятельность
Читает на экономическом факультете МГУ им М. В. Ломоносова курс «Новая институциональная экономическая теория», ведёт научный семинар магистров. В 2011 году прочитал цикл лекций по институциональной экономике в Московском физико-техническом институте.
- Член Ученого совета МГУ имени М. В. Ломоносова;
- Член Ученого Совета Экономического факультета МГУ;
- Сопредседатель диспут-клуба «Узлы экономической политики» — совместного проекта экономического факультета МГУ имени М. В. Ломоносова и Ассоциации независимых центров экономического анализа (с 2006);
- С 2013 года является деканом Экономического факультета МГУ;
- Главный редактор научного журнала «Вестник Московского университета. Серия 6: Экономика»[16].

## Общественная деятельность
- один из инициаторов создания обществ по защите прав потребителей (конец 1980-х годов);
- президент Международной Конфедерации обществ потребителей (КонфОП) (1992—2002);
- председатель Высшего координационного совета КонфОП (2002—2008);
- член Бюро Совета всемирной потребительской организации Consumers International (2000—2002);
- один из инициаторов создания кредитных потребительских кооперативов граждан (кредитных союзов) (начало 1990-х годов);
- первый Председатель Совета Лиги кредитных союзов (1994—1996);
- один из учредителей и член Совета директоров Рекламного совета России (1995—1999);
- член Попечительского совета Общероссийской общественной организации малого и среднего предпринимательства «Опора России» (с 2003);
- член Экспертного Совета Общероссийской общественной организации «Деловая Россия» (с 2004);
- член Стратегического правления Института «Открытое общество» («Фонд Сороса», Россия) (1995—2000)[8];
- один из инициаторов Московского клуба кредиторов и участник переговоров по реструктуризации обязательств по ГКО/ОФЗ между Правительством РФ и участниками рынка, представлял интересы граждан, СМИ и некоммерческих участников рынка ГКО/ОФЗ (1998)[8];
- президент Института национального проекта (ИНП) «Общественный договор» (2000—2012)[8];
- координатор программной комиссии Гражданского форума (ноябрь 2011);
- член Правления Института современного развития (с 2008)[8];
- президент Ассоциации независимых центров экономического анализа (2005—2011);
- председатель правления Федерации креативных индустрий (с 2021).

## Государственная деятельность
- член Комиссии по правам человека при Президенте РФ (2002—2004);
- руководитель подгруппы Правительственной комиссии по административной реформе по реформе контроля на потребительском рынке (2003);
- член Совета при Президенте Российской Федерации по содействию развитию институтов гражданского общества и правам человека (с 2004—2012);
- Член рабочей группы Правительственной комиссии по административным регламентам и стандартам государственных услуг (c 2004)[8];
- член Правительственной комиссии по оценке результативности деятельности федеральных и региональных органов исполнительной власти (c 2007);
- член Комиссии при Президенте РФ по модернизации и технологическому развитию экономики России (c 2010 по май 2012);
- руководитель Консультативной рабочей группы Комиссии при Президенте РФ по модернизации и технологическому развитию экономики России (c 2011 по май 2012);
- член Экономического совета при Президенте РФ (2012—2018);
- член Экспертного совета при Правительстве РФ (2013—2018);
- председатель Общественного совета при Министерстве экономического развития (с 2021).

## Награды
- кавалер Золотого Почётного знака «Общественное признание» (2002);
- Орден Почёта (2024)[33],
- кавалер ордена Дружбы (2012) за «большой вклад в разработку социально-экономической стратегии России на период до 2020 года»[34];
- благодарность Президента Российской Федерации (30 апреля 2008 года) — за большой вклад в развитие институтов гражданского общества и обеспечение защиты прав и свобод человека и гражданина[35];
- медаль АНЦЭА (2014);
- медаль им. В. В. Леонтьева «За достижения в экономике» (2015);
- лауреат XI Национальной премии «Директор года» в номинации «Независимый директор» (2016);
- победитель специальной номинации «Лучший независимый директор» Национальной премии в области менеджмента «ТОП-1000 российских менеджеров» (2017);
- премия Егора Гайдара в номинации «За выдающийся вклад в области экономики» (2018);
- лауреат Всероссийской премии финансистов «Репутация» в номинации «Ученый года» (2019).

## Публичные выступления
- "Александр Аузан — Контуры будущего". Год выпуска: 2025. Источник: YouTube-канал "JPoint, Joker и JUG ru — Java-конференции". [смотреть]

## Публикации
Александр Аузан является автором свыше 130 научных работ, среди них — 4 монографий и учебника по институциональной экономике для высших учебных заведений.
- Аузан А. «Культурные коды экономики. Как ценности влияют на конкуренцию, демократию и благосостояние народа» — М.: АСТ, 2022. — 160 c. — ISBN 978-5-17-148122-3
- Аузан А. Экономика всего. Как институты определяют нашу жизнь — М.: «Манн, Иванов и Фербер», 2013. — 160 c. — ISBN 978-5-91657-976-5
- Аузан А., Дорошенко М., Иванов В, Елисеев А., Калягин Г. и др., «Институциональная экономика: Новая институциональная экономическая теория», учебник, М.: Инфра-М, 2011
- Аузан А., «Институциональная экономика для чайников: приложение журнала Esquire Russia», Журнал Esquire Russia, май, 2011
- Цикл статей «Институциональная экономика для чайников» в журнале Esquire, 2010—2011
- «Доклад о развитии человеческого потенциала в Российской Федерации за 2011 г.» / Под редакцией А. А. Аузана и С. Н. Бобылева, М.: ПРООН в РФ
- Аузан А., Золотов А., Ставинская А., Тамбовцев В., «Политическая экономия России: динамика общественного договора в 2000-х годах. Избранные труды Института национального проекта „Общественный договор“, 2000—2009», М., 2010
- Аузан А., «Национальные ценности и модернизация», М.: ОГИ; Полит.ру, 2010
- Аузан А., «Модернизация как проблема: в поисках национальной формулы» // Журнал Новой экономической ассоциации № 7, 2010
- Аузан А., «Социальный контракт как обмен ожиданиями», New Scientist, № 1, 2010
- Аузан А., Блохин, А., Валитова Л., Золотов А. и др., «Институциональные ограничения экономической динамики», М.: ТЕИС, 2009, 524 с.
- Аузан А., «Коалиции за модернизацию: возможности возникновения и методология анализа» // Вопросы экономики, 2008, № 1
- Аузан А., «Колея» российской модернизации", Общественные науки и современность, 2007, № 6
- Аузан А. и др., «Экономические последствия нового законодательства о некоммерческих организациях», ИИФ «Спрос» КонфОП, М., 2007
- Аузан А., «Переучреждение государства: общественный договор.», ИНП «Общественный договор», М., 2006
- Аузан А., Тамбовцев В., «Экономическое значение гражданского общества» // Вопросы экономики, 2005
- Аузан А., Водопьянова Е., Драгунский Д., Дубин Б., Калягин Г., Овсянникова А. и др., «Экономическая интерпретация прав человека», ИИФ «Спрос» КонфОП, М., 2004
- Аузан А., «Вертикальный контракт не устойчив», Отечественные записки, 2004, № 6
- Аузан А., Калягин Г., Крючкова П. и др., «Административные барьеры в экономике: институциональный анализ», ИНП «Общественный договор», МГУ им. М. В. Ломоносова, Экономический факультет, 2002 г.
- Аузан А. и др., «Молодежи о политической экономии», под ред. В. В. Куликова, М. : Экономика, 1987
- Аузан А., «Современное самоуправление в экономике: политэкономический аспект», М. : Экономика, 1987
- Аузан А., «Критика экономической системы фашизма» // Вестник Московского университета. Сер. 6. Экономика. — 1986